# پرمیناو شیومن
پرمیناشمیون، روستایی در حال توسعه  است از توابع بخش بندپی شرقی شهرستان بابل در استان مازندران ایران.

## جمعیت
این روستا در دهستان سجادرود قرار دارد و براساس سرشماری مرکز آمار ایران در سال ۱۳۸۵، جمعیت آن ۲۲۰ نفر (۶۴خانوار) بوده‌است.